# 小行星7979
小行星7979（英語：7979 Pozharskij）是一颗围绕太阳公转的小行星。1978年9月26日，柳德米拉·瓦斯列娜·朱然勒娃在克里米亚发现了此天体。
这颗小行星的绝对星等为37.33503等。